# Szteganográfia
A szteganográfia a rejtett üzenetek oly módon történő létrehozásának tudománya és művészete, hogy az üzenet létezéséről csak a címzett tudjon. A kriptográfia párja, ahol az üzenet illetve a titkosított tartalom létét nem álcázzák, de a tartalmát csak megfelelő rejtjel segítségével olvashatja a fogadó.
A szó görög eredetű, jelentése leplezni, rejtett üzenetet írni. A módszert már az ókorban is ismerték, Hérodotosz leírásaiban (Kr. e. 440) két példát is találunk. Az egyikben Demeratus figyelmeztetni akarta Spártát Xerxész szándékairól, ezért egy viasszal bevont tábláról lekaparta a viaszt, a fára ráírta az üzenetet, majd úgy vonta be megint viasszal, hogy az üzenet ne legyen észrevehető. Végül sikeresen eljutott az üzenet Spártába. A másik történet szerint Hisztiaiosz felkelést hirdetett a perzsák ellen, ezért az egyik megbízható rabszolgájának fejét leborotválták, rátetoválták az üzenetet, majd amikor kinőtt a haja, útjára bocsátották a küldöncöt. Johannes Trithemius Steganographia című könyve (1499-ben írta, 1606-ban adták ki) a szteganográfiáról és a kriptográfiáról szólt, bár az egyház először azt hitte, hogy a fekete mágia a mű témája, ezért 1609-ben betiltották. A három kötetből az utolsót nemrég sikerült csak megfejteni. A legismertebb módszer talán a láthatatlan tinta, amellyel egy másik szöveg sorai közé írták az üzenetet. A megfelelő eljárás alkalmazásával (pl. melegítés, vegyszerek) az írás újra láthatóvá vált.
Általában egy üzenetet (plaintext) bármiben el lehet rejteni. Amiben elrejtjük, az 
a hordozó (cover vagy covertext). Az eredmény pedig a stegotext. A szteganográfia előnye a kriptográfiával szemben, hogy az üzenet nem hívja fel magára a figyelmet, de a kettő együttes alkalmazása biztosítja általában, hogy az üzenet titkos maradjon.

## Szteganográf technikák

### Modern
- Az üzeneteket egy „zajos” kép- vagy hangfájl legkisebb helyiértékű bitjeibe rejtjük.
- Az üzenetek elrejtése kódolt adatban. Dupla védelem, ahol a kódolt adaton belül van egy elrejtett rész. Ha hozzá is férnek a külső részhez, az elrejtett rész észrevétlen marad számukra. Fájlrendszerek titkosítására használják, a FreeOFTE és a TrueCrypt programok ezt a technikát alkalmazzák.
- Chaffing and winnowing (megtréfál és kiszűr). Ez egy titkosítás nélküli „titkosítási” technika. A küld rengeteg üzenetet B-nek. Csak az egyik üzenet az eredeti, amely el van látva egy üzenet hitelesítő kóddal (MAC). Ez a chaff. Aki lehallgatja az adatcserét, nem tudja eldönteni, hogy melyik az eredeti. Végül B felhasználva a hitelesítő kódot, kiválasztja a megfelelő üzenetet. Ez a winnowing.
- Láthatatlan tinta.
- Null ciphers. Kódolatlan üzenetek (pl. egy ártalmatlannak tűnő időjárás-jelentés), amelyekben valami rendszer (pl. minden szó első betűjét kell összeolvasni stb.) alapján van elrejtve a lényeges információ.
- Futtatható programokban való elrejtés. Az Intel x86 utasításkészletében vannak olyan egymástól különböző utasítások, amelyeknek hatása megegyező (redundancia). Így ezeket meg lehet változtatni anélkül, hogy a program működésében zavar keletkezne. A Hydan nevezetű program ezt a módszert alkalmazza.
- JitterBug néven futó kicsi hardverek, amelyek a billentyűzet és a gép közé vannak csatlakoztatva. Késleltetéseket iktat be a billentyű lenyomása és billentyűkód számítógép felé történő küldése közé, általában a telnet és a távoli asztal programok futása alatt tevékenykedik.

### Történelmi
A történelem során is széles körben alkalmazták a szteganográfiát, különösen sokat, mielőtt a kriptográfia kifejlődött volna.
- A már említett két ókori görög történet.
- A láthatatlan tinta.
- Mikropont. A szöveget egy normál szövegben található pont nagyságára kicsinyítik. A második világháború során használták. Néha a pontot megjelölték egy bizonyos anyaggal, ami gyakran a lebukáshoz vezetett, mivel azon a ponton a papír másképp verte vissza a fényt.
- A második világháború alatt az amerikai Velvalee Dickinson a japánoknak kémkedett. Egy antik babákkal foglalkozó boltot működtetett és az ártalmatlannak tűnő rendelések szövegében rejtette el a szövetséges hajók mozgásait jelentő üzeneteket. A történelembe Doll Woman néven vonult be a kémnő.
- 1968-ban, a Pueblo-incidens során Észak-Korea foglyul ejtett egy kis méretű amerikai hadihajót, a USS Pueblót, amely egy hírközlésre használt jármű volt. A legénységet nem kötelezték a hajó elhagyására, de a rádiós kommunikációt figyelték. Ezért a tengerészek képi üzenetekbe rejtve ismertették a helyzetüket az amerikai kormánnyal.

## Terminológia
A digitális szteganográfiában a payload jelöli az elrejteni kívánt üzenetet és a carrier azt a hordozót, amibe elrejtjük. A kettő alkotja együtt a package, stego file vagy covert message nevű fájlokat, adatfolyamokat.

## Ellenintézkedések
A szteganográfiával titkosított üzenetek megfejtésével foglalkozó tudományág a szteganalízis. A legegyszerűbb módja az üzenetek felfedésének, ha a módosított fájlokat összehasonlítjuk az eredetivel.

## Alkalmazási terület

### Nyomtatók
A nagyobb gyártók legújabb színes lézernyomtatói sárga pontokból álló kódot adnak minden oldalhoz. A pöttyökből álló mátrix kódolva tartalmazza a nyomtató sorozatszámát, valamint a nyomtatás dátumát és idejét is.

### Egy példa a modern felhasználásra
A digitális adatok sok lehetőséget kínálnak arra, hogy elrejtsünk valamit valamiben. Ilyenek például a képfájlok is. Mivel nagy mennyiségű adatot hordoznak, ezért a legkisebb helyiértékű bit (least significant bit, LSB) megváltoztatása minimális torzulást eredményez a képen. Legalkalmasabb formátum talán a BMP, amely tömörítés nélkül tárolja a képeket. Ha megváltoztatjuk a pixelek színmintáit, a formátum használható marad, de „zaj” keletkezik, amelyet sok bit felhasználása esetén az emberi szem is érzékel. 
Például egy true color, 1024×768 pixel felbontású BMP képünk „csupaszon” (se fejléc, se egyéb információ, se tömörítés). Minden képpont leírására 3 bájtot használunk (vörös, zöld és kék összetevőket (RGB) tartalmazzák). A kép mérete: 1024×768×3×8 = 18 Mbit = 2304 kB. Ha minden képpontból elvesszük a legalsó bitet, a kép nem változik érzékelhetően. A felhasználható adat mennyisége: 1024×768×3×1 = 2,25 Mbit = 288 kB. Ez az eredeti kép 12,5%-a.
A BMP egyik problémája, hogy nagy a mérete. Tömöríthetjük is, de a formátumra fontos ügyelni, mivel például a JPEG veszteséges formátum és tömörítéskor pont a legalsó bitek fognak elveszni. A GIF esetén pedig a pixelérték csak egy mutató a palettára, ahol majd kiderül a pont színe. Ajánlott a 24 bites színmélységet ismerő és adatveszteséget nem okozó formátumok használata (TIFF, PNG).
A hangfájlok esetén talán a PCM (impulzus-kódmodulációs rendszer) a legalkalmasabb, a változtatás nem teszi tönkre a fájlt, csak az emberi fül számára érzékelhető zaj keletkezik. Ilyen technikával készül az Audio CD is. Ezek már nagyobb kapacitást képesek biztosítani a képeknél. Ha az alsó 4 vagy 8(!) bitet használjuk, akkor a fájl 25% vagy 50%-a áll rendelkezésünkre, amely már több megabájtot is jelenthet.
Hátránya az LSB módszernek, hogy meglehetősen ismert, így már nem alkalmas biztonságos adatrejtésre. Mellesleg napjainkban már inkább a tömörített formátumok (pl. MP3) örvendenek népszerűségnek, de itt is van lehetőség az adat elrejtésére.
Bár szöveges állományokat nem használnak hordozónak, bizonyos módszerek (pl. a soronként beolvasott hordozóban az adat bizonyos számú bitjét bináris számként vesszük, majd decimális számmá alakítjuk és pont ennyi szóközt helyezünk az aktuális sor végére) lehetővé teszik kis mennyiségű adatok elrejtését.

### Copyright watermarking
Az elektronikus úton terjesztett anyagokat gyakran jelölik meg egyedi azonosítóval a szerzői jogok védelme miatt.
Két fajtája létezik:
- Fragile watermarking – „törékeny vízjel”: A legkisebb módosítások is megváltoztatják, így biztosítja a hamisítások korai felfedezését.
- Robust watermarking – „strapabíró vízjel”: Túléli a legtöbb módosítást és változtatást és így bizonyítja a hordozó eredetét.

## Állítólagos szerepe a terrorizmusban
Az első álhírek a USA Today napilapban jelentek meg 2001. február 5-én. Idézet az újságból: „Az Al-Káida tagjai kódolt üzenetek százait küldték el az eBay aukciós oldal digitális fényképein keresztül”. A cikk íróját később kirúgták, mivel gyakran írt kitalált történeteket. 
A milánói Corriere della Sera napilap szerint a Via Quaranta mecsetben elfogott Al-Kaida sejt gépén pornográf képeket találtak, amelyeket a tagok üzenetek elrejtésére használtak.
A The New York Times szerint a 2001. szeptember 11-ei terrortámadást is a szteganográf technikák segítségével tervezték meg.
Az elfogott terroristák szabályzatai és „kézikönyvei” is gyakran tartalmaznak használati utasítást a szteganográfiát illetően.
Németországban 2011-ben sikerült elfogni egy pornóvideónak álcázott üzenetet.

## Lásd még
- Kriptográfia
- Whitespace

## Fordítás
- Ez a szócikk részben vagy egészben  a   Steganography című angol Wikipédia-szócikk ezen változatának fordításán alapul.  Az eredeti cikk szerkesztőit annak laptörténete sorolja fel. Ez a jelzés csupán a megfogalmazás eredetét és a szerzői jogokat jelzi, nem szolgál a cikkben szereplő információk forrásmegjelöléseként.

## Külső hivatkozások
- Gyorstalpaló:Szteganográfia a computerworld.com-on
- Cikkek, linkek és az alapok a Forensics.nl-en
- Példák képekre, amelyekben egy másik kép van elrejtve
- Szteganográfia és a digitális vízjel
- StegDetect Egy program, amely megtalálja az elrejtett üzeneteket a képekben.
- mozaiq Oldal, ahol egyszerűen létrehozhatunk egy szteganográf mintát.
- VSL: Virtual Steganographic Laboratory
- Crypture Flash-ben implementált példa szöveg képbe rejtésére